# 罗巴垣遗址
罗巴垣遗址，位于中国青海省民和县李二堡乡罗巴垣村，为第三批青海省文物保护单位，公布日期为1959年3月16日，类型为古遗址。
罗巴垣遗址的历史年代为马家窑、马厂类型。